# Yony Flores
Yony Flores, né le 16 février 1983 à Chiquimula au Guatemala, est un footballeur international guatémaltèque, qui joue en tant que milieu de terrain. 

## Biographie

### Sélection
Yony Flores est convoqué pour la première fois par le sélectionneur national Hernán Darío Gómez pour un match de la  Coupe UNCAF 2007 face au Salvador le 12 février 2007 (0-0).
Il dispute une Gold Cup (en 2007). Il participe également à trois Coupes UNCAF (en 2007, 2009 et 2011).
Le 27 mai 2012, Flores est exclu de l'équipe nationale du Guatemala sur la base de soupçons d'avoir truqué le résultat d'un match du Guatemala contre l'Afrique du Sud en 2010. En juin 2012, cela est confirmé par deux de ses coéquipiers, Luis Rodríguez et Carlos Ruiz. 

### Suspension
Yony Flores, Gustavo Cabrera et Guillermo Ramírez sont reconnus coupables par la Fédération de football du Guatemala en septembre 2012 d'avoir truqué un match de l'équipe nationale et aussi un match de la Ligue des champions de la CONCACAF entre le CSD Municipal et le Santos Laguna. 
Yony Flores et Guillermo Ramírez ont joué ensemble au Municipal à l'automne de 2010, quand le club termine derrière le Santos Laguna et le Columbus Crew dans la phase de groupe. 
Les trois joueurs sont interdits de prendre part à toute activité liée au football, pour la vie et dans le monde entier.

## Palmarès
- Avec le Municipal :
  - Champion du Guatemala en A. 2009, C. 2010 et A. 2011

## Référence
1. ↑  (en) Three Guatemalan players banned for life sur fifa.com